# Michel Dreyfus-Schmidt
Pour les articles homonymes, voir Dreyfus.
Michel Dreyfus-Schmidt, né le 17 juin 1932 à Belfort et mort le 7 septembre 2008 dans la même ville, est un homme politique français, membre du Parti socialiste.

## Biographie
Issu d'une famille juive d'origine alsacienne (son grand-oncle Moïse Schuhl est grand-rabbin) qui a quitté Mulhouse pour rejoindre Belfort après l'annexion allemande de 1871, il exerce la carrière d'avocat depuis 1954. Major de sa promotion à Sciences-Po, bâtonnier du barreau de Belfort, ce pénaliste respecté est un fervent défenseur des libertés individuelles. Il s'engage en politique à Belfort en 1964, ville dont son père, Pierre Dreyfus-Schmidt est député-maire, militant de l'Union progressiste.
Il est conseiller municipal et adjoint au maire de 1964 à 1971, puis conseiller général de 1967 à 1979 dans le canton de Belfort-Ouest. Il est vice-président du Conseil général de 1976 à 1979.
Sa carrière nationale commence avec son élection comme député du Territoire de Belfort sous les couleurs de la Fédération de la gauche démocrate et socialiste (FGDS) en 1967, battu lors de la dissolution de 1968 par le candidat de la droite, André Tisserand au terme d’une campagne électorale houleuse.
Il est élu pour la première fois sénateur PS le 28 septembre 1980, à l'âge de 48 ans, puis réélu avec le meilleur score de France (80,05 % au 1er tour) le 24 septembre 1989, et de nouveau 27 septembre 1998.
Membre du comité directeur (1969-1973) et du bureau national (1969-1971) du Parti socialiste, ce fidèle de François Mitterrand est vice-président du Sénat de 1986 à 1998. Agnostique revendiqué, il est cependant président de la section française du Congrès juif mondial (CJM) de 1982 à 1986 et membre du comité directeur du Conseil représentatif des institutions juives de France (CRIF).
Il est décédé en 2008, trois semaines avant la fin de son mandat. Non investi par le PS, qui lui avait préféré Yves Ackermann, il menait une campagne dissidente.
Il est enterré au Cimetière israélite de Belfort.

## Anciens mandats
- 1964 - 1971 ; 1977 - 2008 : conseiller municipal de Belfort
- 1964 - 1971 ; 1977 - 1980 : adjoint au maire de Belfort (démissionne en octobre 1980, mais demeure conseiller municipal)
- 1967 - 1979 : conseiller général du Territoire de Belfort
- 1967 - 1968 : député (FGDS) du Territoire de Belfort
- 1980 - 2008 : sénateur (SOC) du Territoire de Belfort
- 1986 - 1998 : vice-président du Sénat

## Autres fonctions
- Membre de la Délégation parlementaire pour l'Union européenne ;
- 1982 : président de la section française du Congrès juif mondial ;
- 1983 : membre de l'Assemblée parlementaire du Conseil de l'Europe et de l'Assemblée de l'Union de l'Europe occidentale ;
- septembre - mars 1984 : nommé parlementaire en mission auprès du ministre des affaires européennes Roland Dumas, chargé d'étudier la relance du Conseil de l'Europe ;
- septembre 1984 : membre de la délégation française à la 39e session de l'assemblée générale des Nations unies ;
- 1985 : président de l'association Socialisme et Judaïsme ;
- 1996 : vice-président du Club des Jacobins, chargé de la justice ;
- 1996 - 1998 : membre de l'Observatoire interministériel sur les sectes ;
- 1997 : membre de la délégation du Sénat pour l'Union européenne ;
- 1997 : vice-président de l'Office parlementaire d'évaluation de la législation ;
- 1998 : réélu juge titulaire de la Cour de justice de la République et juge titulaire de la Haute Cour de justice ;
- 2000 : vice-président de la délégation française à l'Assemblée parlementaire du Conseil de l'Europe et à l'Assemblée de l'Union de l'Europe occidentale ;
- 2005 : membre de la Commission d'accès aux documents administratifs ;
- 2008 : bien que n'ayant pas reçu l'investiture socialiste, il devait briguer un quatrième mandat aux élections sénatoriales.